# برنارد واینر
برنارد واینر (انگلیسی: Bernard Weiner؛ زادهٔ ۲۸ سپتامبر ۱۹۳۵) یک متخصص روان‌شناسی اجتماعی و پژوهشگر آمریکایی و استاد دانشگاه کالیفرنیا، لس‌آنجلس است.
شهرت او به واسطهٔ ارائه نظریه‌ای در زمینهٔ «اسناد» است که دلایل هیجانی و انگیزشی موفقیت‌ها و شکست‌های آکادمیک را شرح می‌دهد. وی ۱۵ کتاب و همچنین مقالات فراوانی دربارهٔ روان‌شناسیِ انگیزش و هیجان نگاشته‌است.
وی همچنین برندهٔ جوایزی همچون کمک‌هزینه گوگنهایم شده‌است.